# Marcel Gauthier
Marcel Gauthier est un humoriste né le 13 septembre 1949 à Alma au Québec. Avec les comédiens Marc Messier et Michel Côté, il forme le trio de la fameuse pièce de théâtre Broue.

## Biographie
L'Almatois Marcel Gauthier est diplômé de l’École nationale de théâtre. C'est en 1979 que l'humoriste et comédien se joint à ses acolytes Côté et Messier pour former Broue qu'il jouera avec eux de façon continue jusqu'en avril 2017. Aux yeux de plusieurs, Marcel Gauthier est le troisième homme de Broue, celui que l'on ne voit que dans la pièce de théâtre. Toutefois, il a participé à quelques films et quelques séries télévisées québécoises au cours de sa carrière.

## Filmographie

### Cinéma
- 1980 : Suzanne
- 1989 : Cruising Bar
- 1991 : Montréal vu par…

### Télévision
- 1975 : Rosa
- 1976 : Quinze ans plus tard
- 1976 : Les Anglais sont arrivés (mini-série)
- 1978 : Terre humaine

Il a également participé aux émissions Chop Suey et Un gars, une fille de façon épisodique.

## Distinctions
- Médaille d'honneur de l'Assemblée nationale, 2009[1]